# Josef Beikircher
Josef Beikircher (* 15. September 1850 in Mühlen in Taufers; † 4. November 1925 ebendort), staatlich geprüfter und konzessionierter Tiroler Elektrotechniker, Wegbereiter der industriellen Stofffertigung sowie der Elektrifizierung durch Wasserkraftanlagen.

## Berufliche Tätigkeit
Josef Beikircher, als Sohn des Störwebers Josef Beikircher (1814–1867) in Mühlen geboren, erlernt zunächst das Handwerk seines Vaters; nach dessen frühem Tod muss der kaum Siebzehnjährige als Ältester die Verantwortung eines Familienvaters für seine vier Geschwister übernehmen. Über Vermittlung seiner Tante, der k.u.k. Postmeistersgattin Maria Bacher in Innsbruck, lernt der technisch hochbegabte junge Mann die dortige Schafwollwarenfabrik Franz Baur’s Söhne kennen und beginnt die dort gesehenen Krempel-, Wollspinn- und sonstigen Textilmaschinen zeichnerisch festzuhalten, zu Hause in Holz nachzubauen und mit Hilfe eines großen, selbstgebauten Wasserrades, später dann zusätzlich mit Hilfe einer Dampfmaschine, zu betreiben.
Ungeachtet des Widerstandes einer Vielzahl missgünstig gesinnter Mitbürger, sowie der Kirche, die den Zuzug auswärtiger, nicht katholischer Textilarbeiter befürchtet, kann er bereits 1874 den regulären Betrieb seiner „Fabrik für Wollenstoffe und naturfärbige Loden“ aufnehmen. Anfangs beschäftigt er etwa 15 Arbeitskräfte. Die zunächst noch hausindustriell betriebene Lodenerzeugung läuft sehr gut: 1882 schafft sich sogar Kronprinz Rudolf einen aus Beikircher-Loden gefertigten Jagdanzug an, wodurch Josef Beikircher de facto zum k.u.k. Hoflieferanten wird, was besonders in der Tiroler Presse ein bedeutendes Echo findet.
Trotzdem leidet Beikircher nach wie vor darunter, dass keine Bank bereit ist, einem Mann, der nicht entsprechende Sicherheiten in Grund und Boden bieten kann, einen Kredit zu gewähren; so nimmt er 1885 das Angebot des Wiener Geschäftsmannes Josef Moessmer (1854–1921) an, der sich zum Teil mit Fremdkapital, jedoch immer als stiller Teilhaber, an der Firma beteiligen will. Da sich der neue Partner aber entgegen dieser in §1 des Geschäftsvertrages festgehaltenen Vorgabe immer aktiver in die Geschäftsführung einmischt, kommt es, noch bevor die von Beikircher geplante und durch Vorverträge über Grundstückankäufe konkret vorbereitete Verlegung der Fabrik nach Bruneck durchgeführt werden kann, zum Bruch: 1890 verlangen Moessmer und sein Wiener Geldgeber Alexis Lazarich auf den Tag das eingebrachte Geld von Beikircher zurück, was diesem natürlich unmöglich ist, erwerben in der Folge durch Kaufvertrag Beikirchers Anteile an der Fabrik und sein Heimathaus, und verlegen schließlich 1893/4 die Fabrik, so wie Beikircher es vorgehabt hatte, nach Bruneck, wo sie unter dem Namen „Tuchfabrik Moessmer“ heute noch besteht.
Beikircher zieht mit seiner immerhin achtköpfigen Familie nach Innsbruck und versucht, sich dort zunächst als Gastwirt, dann als Versicherungsagent eine neue Existenz aufzubauen, ehe er aus gesundheitlichen Gründen (seine Frau leidet unter extremer Föhnanfälligkeit) 1893 wieder nach Mühlen zurückkehrt und dort einen Gastbetrieb kauft. Zugleich errichtet er auf Grund der inzwischen in der Landeshauptstadt erworbenen staatlichen Konzession zur Ausübung des elektrotechnischen Gewerbes im Jahre 1893 ein eigenes Wasserkraftwerk zur Erzeugung elektrischen Stromes für etwa 70 Lampen, um in seinem Hause Licht zu haben. Nach Ludwig Gröbner in Gossensaß (1886), der Rössler Kunstmühle in Bozen (1886) und dem Sulden-Hotel am Fuße des Ortlers (1892) ist es die vierte derartige Anlage in Südtirol überhaupt.
Mit dem Wirtshaus freilich geht Josef Beikircher in Konkurs, das selbstgebaute Kraftwerk hingegen wird zur Grundlage eines unternehmerischen Neubeginns.
Von einer kleinen Werkstatt ausgehend entsteht, nach verschiedenen Grundstückkäufen und dementsprechenden Baumaßnahmen, die elektromechanische Firma Josef Beikircher, „Maschinenfabrik, Gießerei, Licht-, Kraft- und Wasserinstallation, Elektrizitäts- und Sägewerk in Mühlen an der Taufererbahn – Tirol“, wie es auf dem Geschäftspapier von 1912 heißt.
Zusammen mit seinen vier Söhnen Josef, Gustav, Emil und Eugen, welche alle eine technische Grundausbildung erhalten hatten (der 5. Sohn Hermann war 1903 als 18-jähriger Student verstorben), betreibt er in Mühlen vor allem Planung und Bau von Wasserturbinen, E-Werken, Sägewerken, Lastaufzügen, Antrieben für Kornmühlen und Sägen u. ä. und zwar im gesamten damaligen Kronland Tirol. Ein vielversprechender Versuch die Serienfertigung von Stahlrechen in das Produktionsprogramm der Firma einzubauen erfährt durch den Ausbruch des Ersten Weltkrieges ein jähes Ende. Immerhin war Beikircher mit dem Verkauf des Produktes bereits bis ins Zarenreich vorgedrungen.
Nach dem Tod Josef Beikirchers führen seine Söhne und später sein Enkel Dr. Ing. Adolf Beikircher den Betrieb weiter, indem sie sich immer stärker auf den Turbinenbau (Pelton, Francis und Kaplan), auch für Großanlagen, konzentrieren.

## Tätigkeit im öffentlichen Raum
Von Jugend an für Technik und Fortschritt begeistert, gehört Beikircher naturgemäß dem liberalen Lager an, was ihm im damaligen, extrem konservativ ausgerichteten Tirol immer wieder neue Schwierigkeiten verschiedener Art bereitet. Dennoch setzt er sich unbeirrt für öffentliche Belange ein. Zu nennen ist seine Tätigkeit als Obmann des Baukomitees zur Errichtung des großen, neuen Schulgebäudes in Taufers (1909-1912), vor allem aber seine Vorreiterrolle zur verkehrsmäßigen Erschließung des Tauferertales. Diese betrifft einmal die Ermöglichung des motorisierten Individualverkehrs. Josef Beikircher hatte schon im Jahre 1901 als erster im ganzen Pustertal ein Automobil gekauft und musste in einem jahrelangen Rechtsstreit mit vieler Mühe erst die Berechtigung durchsetzen, mit seinem Auto die von Bruneck nach Sand in Taufers führende „Concurrenzstraße“ (also keine Staatsstraße) auch benützen zu dürfen. Eine noch weit längere Zeitspanne muss er auf die Verwirklichung seines anderen Traumes verwenden, für den öffentlichen Verkehr eine Eisenbahnverbindung zwischen Bruneck und Sand in Taufers zu schaffen. Seit 1888 hatte er sich in mehreren Anläufen vergeblich darum bemüht, ehe es ihm zusammen mit drei weiteren Interessenten gegen große Widerstände endlich gelingt, die Konzession zunächst für die Durchführung der Vorarbeiten und dann auch für die Bauausführung zu erhalten, welche dem renommierten Tiroler Eisenbahnfachmann Dr. Ing. Josef Riehl aus Innsbruck anvertraut wird. So entsteht, den Vorstellungen von Josef Beikircher folgend, eine elektrische Bahn in Normalspurbreite, damit in Bruneck eine direkte Anbindung an die seit 1871 bestehende Südbahnstrecke Villach-Franzensfeste erfolgen kann. Am 20. Juli 1908 wird die neue Bahnlinie eröffnet. Josef Beikircher hat die Taufererbahn, nach Karl Felix Wolff in der Deutschen Alpenzeitung „die modernste Bahn, die Tirol heute besitzt“, als die Krönung seines Lebenswerkes empfunden.